# Антоний (Вакарик)
Митрополит Антоний (в миру Онуфрий Иванович Вакарик; 26 июня 1926, село Ставчаны — 15 июля 2003, Чернигов) — архиерей Русской православной церкви, митрополит Черниговский и Нежинский.

## Биография

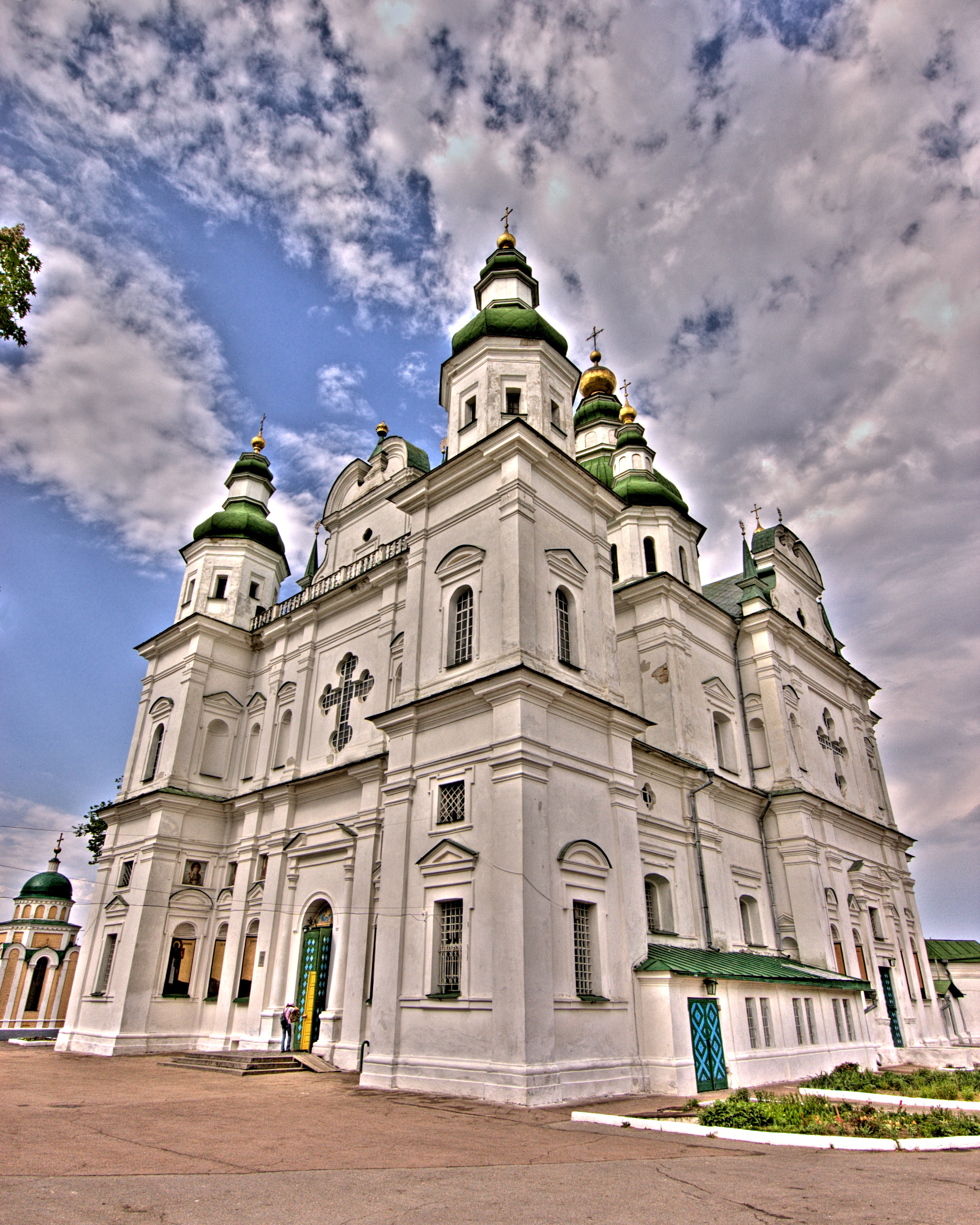
Троицкий собор Чернигова, где похоронен митрополит Антоний

Родился 26 июня 1926 года в бедной многодетной крестьянской семье.
В 1940 году окончил 7 классов румынской средней школы и захотел поступить в румынскую гимназию, но «украинских холопов» туда не принимали.
В 1942 году поступил послушником в Крещатицкий Иоанно-Богословский мужской монастырь Черновицкой епархии, где 2 февраля 1947 года был пострижен в монашество с именем Антоний игуменом монастыря Михаилом (Мензаком). В том же году был рукоположён в иеродиакона. В монастыре он нес послушание эконома.
27 мая 1950 года рукоположён в иеромонаха епископом Черновицким Андреем (Сухенко).
В 1956 году поступил в Московскую духовную семинарию, по окончании которой продолжил образование в Московской духовной академии.
В 1964 году окончил Московскую духовную академию со степенью кандидата богословия за диссертацию «Секта иеговистов её история и вероучение», после чего зачислен слушателем аспирантуры при Московской духовной академии.
5 ноября 1964 года Патриархом Алексием I назначен клириком храма Покрова Пресвятой Богородицы в Москве.
5 февраля 1965 года постановлением Святейшего Патриарха Московского и всея Руси Алексия и Священного Синода иеромонаху Троице-Сергиевой Лавры Антонию (Вакарику) по возведении в сан Архимандрита определено быть Епископом Смоленским и Дорогобужским.
7 февраля 1965 года в храме Первоверховных апостолов Петра и Павла, что на Солдатской улице в Москве митрополитом Ленинградским и Ладожским Никодимом (Ротовым) возведён в сан архимандрита.
11 февраля 1965 года в Трапезном храме Троице-Сергиевой Лавре состоялось наречение архимандрита Антония во епископа Смоленского и Дорогобужского, которое совершили: Митрополит Крутицкий и Коломенский Пимен (Извеков), епископ Волынский и Ровенский Леонтий (Гудимов), епископ Дмитровский Филарет (Денисенко) и епископ Волоколамский Питирим (Нечаев).
12 февраля 1965 года в Трапезном храме Троице-Сергиевой Лавре хиротонисан во епископа Смоленского и Дорогобужского. Хиротонию совершили: митрополит Крутицкий и Коломенский Пимен (Извеков), митрополит Ленинградский и Ладожский Никодим (Ротов), епископ Волынский и Ровенский Леонтий (Гудимов), епископ Дмитровский Филарет (Денисенко) и епископ Волоколамский Питирим (Нечаев).
8 октября 1965 года титул изменён на «Смоленский и Вяземский».
7 октября 1967 года назначен епископом Симферопольским и Крымским с поручением временно управлять Днепропетровской епархией.
31 мая 1973 года назначен епископом Черниговским и Нежинским, и одновременно временным управляющим Сумской епархией.
6 сентября 1974 года возведён в сан архиепископа.
4 августа 1984 года настойчивостью владыки Антония и его паствы мощи святителя Феодосия Черниговского (+ 1696) были возвращены верующим.
С 30 мая по 10 июня 1985 года в составе паломнической группы Русской Православной Церкви посетил Иерусалим.
6 июля 1989 решением Священного Синода был освобождён от временного управления Сумской епархией.
По словам журналистки Натальи Сухининой, встретившейся с архиепископом Антонием в 1990 году на пути в Иерусалим:

В Чернигове владыка меня принимал. Старенький владыка, провинциальный — не наш, перед которым все трепещут. Он сам трепетал перед журналистами. Помню, вхожу во дворик, тепло, лето, а он сидит, на посох облокотившись, на скамеечке перед своей резиденцией. Смотрит на меня и говорит: «Вот сижу и думаю: сейчас придет московская журналистка, не знаешь, на какой козе к ней подъехать. А ты простая». А я говорю: «Владыка, а я иду и думаю, какой там владыка и на какой козе к нему можно подъехать. А вы простой». Потом он трапезу устроил роскошную. Достали вино из погреба какое-то хорошее. Очень сердечно.

25 февраля 1992 года возведён в сан митрополита.
В 1992 году к празднованию 1000-летия Черниговской епархии была издана книга проповедей митрополита Антония.
В июле 1993 году состоялось прославление, а в августе того же года обретение мощей прп. Лаврентия Черниговского (+ 1950).
По его руководством в епархии открылось почти три сотни новых приходов, училище регентов и псаломщиков, возрождено и построено девять монастырей, множество новых храмов.
Скончался 15 июля 2003 года в Чернигове. Похоронен напротив центрального входа в Троицкий кафедральный собор, возвращённый епархии в декабре 1988 года. Предыдущие 15 лет архиепископ совершал архиерейское служение в единственном действовавшем храме Чернигова — Воскресенском.
Отпевание новопреставленного Митрополита Антония состоялось 17 июля в Свято-Троицком кафедральном соборе Чернигова. У гроба почившего о Господе митрополита Антония была отслужена Божественная литургия, которую возглавил митрополит Днепропетровский и Павлоградский Ириней. Похоронен на территории Свято-Троицкого монастыря, напротив кафедрального собора г. Чернигова.

## Награды
- Орден «За заслуги» III степени (12 июня 2000)
- Орден Святого равноапостольного великого князя Владимира II степени (12 февраля 1980)
- Орден Преподобного Сергия Радонежского II степени (25 августа 1986 г. в связи с 60-летием со дня рождения)
- Орден Святого благоверного князя Даниила Московского II степени
- орден Марии Магдалины (Польская Православная Церковь)

## Труды
- Поучение в день Вознесения Господня // Журнал Московской Патриархии. М., 1967. № 6. стр. 24-26.
- Поучение о слове Божием // Журнал Московской Патриархии. М., 1967. № 6. стр. 26-28.
- Слово на Вход Господень в Иерусалим // Журнал Московской Патриархии. М., 1972. № 3. стр. 41-42.
- Слово в праздник Пресвятой Богородицы // Журнал Московской Патриархии. М., 1972. № 5. стр. 40.
- Слово на Вход Господень в Иерусалим // Журнал Московской Патриархии. М., 1972. № 3. стр. 41-42.
- «Возмогайте о Господе» // Журнал Московской Патриархии. М., 1974. № 3. стр. 34-36.
- Слово на Рождество Христово // Журнал Московской Патриархии. М., 1975. № 1. стр. 33-34.
- Слово на Пасху // Журнал Московской Патриархии. М., 1975. № 5. стр. 33-34.
- О свете духовном // Журнал Московской Патриархии. М., 1976. № 3. стр. 37-38.
- О молитве // Журнал Московской Патриархии. М., 1976. № 8. стр. 22.
- Об искушении // Журнал Московской Патриархии. М., 1977. № 2. стр. 34-35.
- Слово в Неделю Всех святых (1-ю по Пятидесятнице) // Журнал Московской Патриархии. М., 1978. № 6. стр. 35-37.
- Слово на Успение Пресвятой Богородицы // Журнал Московской Патриархии. М., 1979. № 8. стр. 47-48.
- В день памяти трех святителей // Журнал Московской Патриархии. М., 1980. № 1. стр. 35-36.
- Любовь мироносиц // Журнал Московской Патриархии. М., 1980. № 4. стр. 23-24.
- О покаянии // Журнал Московской Патриархии. М., 1980. № 10. стр. 30-32.
- Слово в Неделю апостола Фомы // Журнал Московской Патриархии. М., 1982. № 4. стр. 34-35.
- Слово в Великий Пяток // Журнал Московской Патриархии. М., 1984. № 4. стр. 31-32.
- Велелепная слава (слово на Преображение Господне) // Журнал Московской Патриархии. М., 1985. № 8. стр. 41-42.
- О чистоте сердца // Журнал Московской Патриархии. М., 1985. № 7. стр. 32-33.
- Победная песнь // Журнал Московской Патриархии. М., 1986. № 4. стр. 44-45.
- На Вознесение Господне // Журнал Московской Патриархии. М., 1987. № 6. стр. 22-24.
- Собор Пресвятой Богородицы // Журнал Московской Патриархии. М., 1988. № 1. стр. 36-38.
- Дух Святой // Журнал Московской Патриархии. М., 1989. № 6. стр. 35-36.
- Тихое пристанище // Журнал Московской Патриархии. М., 1990. № 2. стр. 80.

книги
- Проповеди и послания. Чернигов, 1992.